# شهره شهر نیویورک
شهرهٔ شهر نیویورک (انگلیسی: The Toast of New York) یک فیلم زندگی‌نامه‌ای آمریکایی به کارگردانی رولند وی. لی است که در سال ۱۹۳۷ منتشر شد.

## بازیگران
- ادوارد آرنولد
- کری گرانت
- فرانسیس فارمر
- جک اوکی
- دونالد میک
- تلما لیدز
- کلارنس کوب در نقش کرنلیوس وندربیلت
- بیلی گیلبرت
- جرج اروینگ
- راسل هیکس
- لایونل بلمور
- جیمز فینلیسون
- دوئی رابینسون
- تئودور لورچ
- استنلی فیلدز
- لان پاف
- کرافورد کنت
- فرانک ام. توماس
- وینتر هال